# ジュリアン・フランソワ・ツビンデン

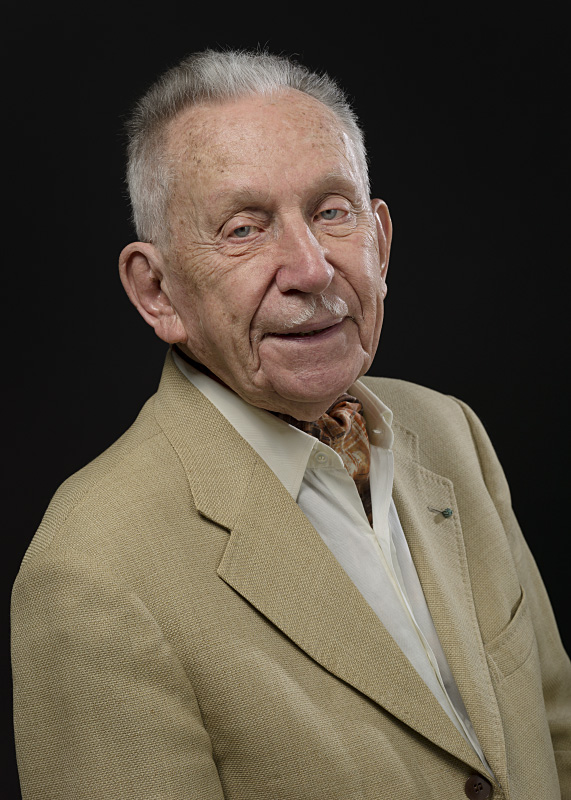
ジュリアン・フランソワ・ツビンデン

ジュリアン・フランソワ・ツビンデン（Julien-François Zbinden、1917年11月11日 - 2021年3月8日）は、スイスの作曲家。
ロール出身。チューリッヒとジュネーヴでピアノを学び、作曲をルネ・ガーバーに師事した。1938年からジャズピアニストとして活動を始めたが、1947年よりローザンヌのロマンド放送にプロデューサーとして勤務し、1956年には音楽部長となった。1973年から1979年、1987年から1991年の2回、スイス音楽家連盟の会長を務めた。
作品は100曲以上にのぼり、オペラ、5つの交響曲、協奏曲、室内楽曲、声楽など多岐にわたる。作風は新古典主義音楽をベースにジャズとアルテュール・オネゲルの影響を受けたものである。

## 文献
- Friedrich Blume (Hrsg.): Die Musik in Geschichte und Gegenwart. Bärenreiter, Kassel 1949-1986.